# Tbilisis frihetsmonument

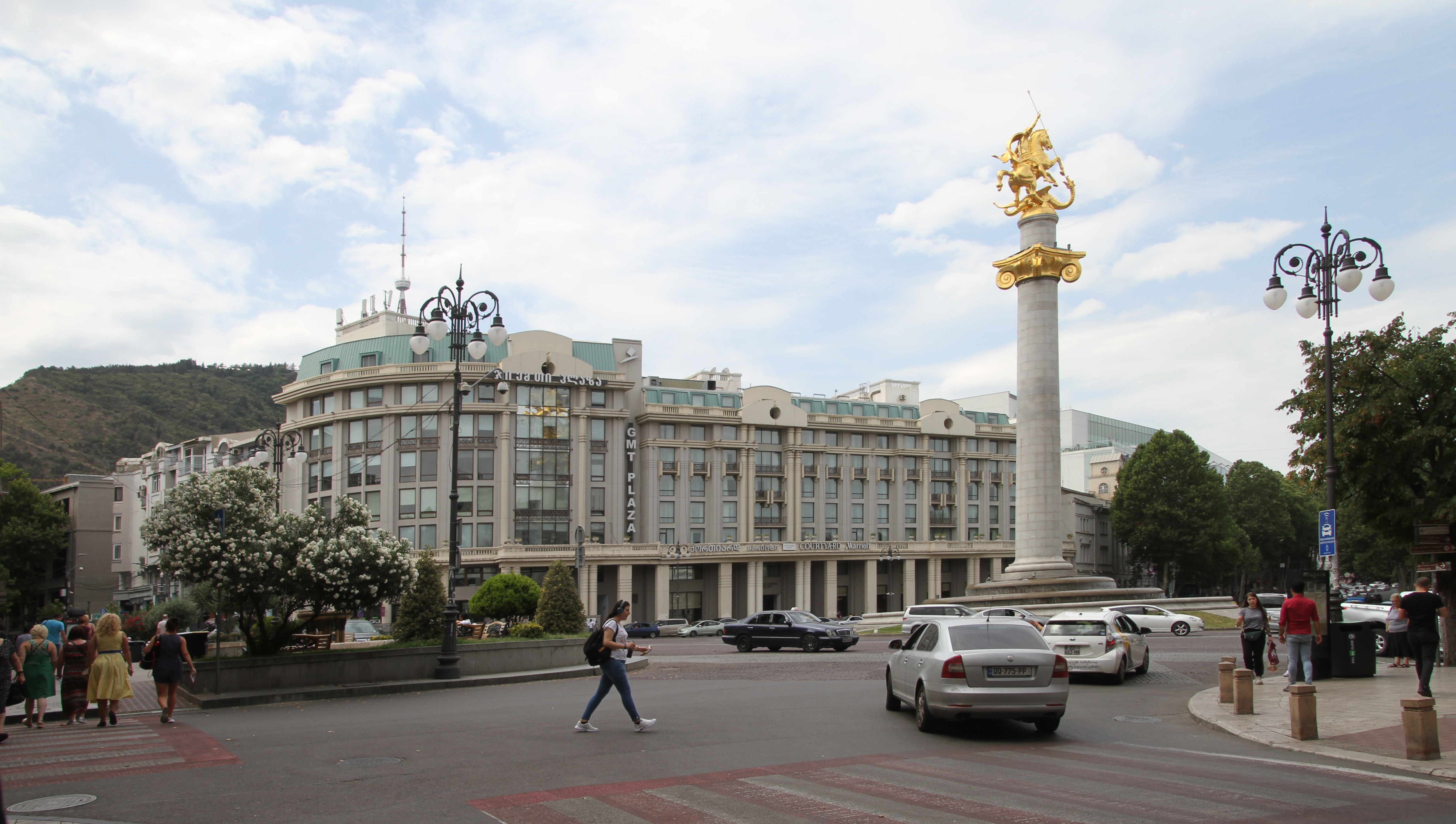
Frihetstorget med Tbilisimonumentet.

Frihetsmonumentet i Tbilisi (georgiska: თავისუფლების მონუმენტი; Tavisuplebis monumenti), allmänt känd som Sankt Georgsstatyn, är ett minnesmärke beläget i Georgiens huvudstad Tbilisi. Monumentet är tillägnat Georgiens frihet och självständighet. Monumentet avtäcktes år 2006 vid frihetstorget i Tbilisi. Det är byggt av granit och guld, är 35 meter högt och lätt synligt från de flesta platser i staden. Själva statyn, som är 5,6 meter hög är gjord i brons och täckt av guld är en gåva till staden från statyns skapare, den georgiske arkitekten Zurab Tsereteli.